# Комета 120М
«Комета 120М» — тип морских пассажирских судов на подводных крыльях (СПК) проекта 23160, разработанный Центральным Конструкторским бюро по судам на подводных крыльях имени Р. Е. Алексеева на основе более старых проектов СПК «Комета», «Колхида», «Катран». Предназначено для перевозки до 120 пассажиров в прибрежной морской зоне со скоростью до 35 узлов (65 км/ч).

## История строительства
Первое судно проекта заложили 23 августа 2013 года на рыбинском судостроительном заводе «Вымпел». 24 октября 2017 года первое судно, получившее имя «Чайка» в честь космонавта Валентины Терешковой, отправилось на испытания и достройку в Крым. Судно обслуживало маршрут Севастополь-Ялта, в 2018 году переименовано в «Севастополь», а в 2021 году получило новую бело-сине-красную окраску.
Следующие два судна серии планировалось построить в 2019 году, однако работы затянулись: второе («Ялта») было спущено на воду в августе 2019 года, а третье («Феодосия») — в июне 2020 года. Завод «Вымпел» также рассматривал возможность сотрудничества с греческой компанией «Аргонавтики плоес»: в 2017 году велись переговоры о строительстве четырёх «Комет».
Заказчиком первых трёх судов выступила компания ЗАО «Гознак-лизинг» (переименованная позднее в АО «Машпромлизинг»), дочернее предприятие государственной компании АО «ОСК».
Контракт на изготовление еще двух судов общей стоимостью 1 150 000 000 рублей был заключён 14 марта 2019 года между государственной компанией ПАО «ГТЛК» и АО «ССЗ „Вымпел“» за счет средств федерального бюджета. Судна должны были быть переданы заказчику и зарегистрированы в регистре не позднее 3 ноября 2021 года (судно 02704) и 22 декабря 2021 года (судно 02705). Гарантийный срок эксплуатации установлен в 1 год. Контракт не был исполнен в срок.
В апреле 2023 года при ультразвуковом контроле были выявлено, что установленные валовые линии, которые были изготовлены на ООО «БалтПрофПартнёр» из материалов ООО «Златоустовский металлургический завод», не соответствуют минимальным критериям качества. Правительство предложило не накладывать санкции на судостроительный завод, а перенести сроки сдачи судов.
Фактическое производство осуществлялось на заводе «Море» под Феодосией. Четвертое (02704 «Евпатория») и пятое (02705 «Керчь») суда были спущены на воду лишь к концу 2023 года.

### Судно 02703
Третье судно, «Феодосия», было спущено на воду 9 июня 2020 года, в июле 2020 года доставлено на достройку в Севастополь. Однако заказчику судно было передано только 4 августа 2025 года.

### Судно 02704
Ходовые испытания судна «Евпатория» начаты в мае 2024 года, хотя ранее предполагалось, что в навигацию 2024 года уже будет обслуживать пассажиров. Судно передано заказчику 5 июня 2025 года.

### Судно 02705
Ходовые испытания судна 02705 под именем «Керчь» были начаты в первых числах июня 2024 года. В конце июня 2024 года пятая в серии Комета 120М передана заказчику под названием «Космонавт Павел Попович». 6 августа 2025 года судно совершило тестовый рейс из Сочи в Абхазию, в Сухум.

## Конструкция
Применена автоматическая система снижения качки и перегрузки. Судно рассчитано на эксплуатацию при температуре наружного воздуха от +5 ° до +30 °С и температуре забортной воды от +5 °С и способно перемещаться в крыльевом режиме при высоте волн (h3%) до 2 метров, а в водоизмещающем — при высоте волн (h3%) до 2,5 метров.
Салон судна разделён на две части: эконом- и бизнес-класса; в обеих есть система кондиционирования воздуха.

### Силовая установка
В качестве главных двигателей на головном судне серии установлены высокооборотные шестнадцатицилиндровые V-образные судовые дизели MTU 16V2000 M72 с максимальной расчётной мощностью 1150 кВт (1564 л. с.). Для последующих судов пришлось искать другого поставщика, поскольку компания MTU из-за санкций отказалась от сотрудничества. Дизель китайского производства, установленный на вторую «Комету-120М», не вполне соответствует требованиям, и судно периодически испытывает трудности с выходом в крыльевой режим. В 2019 году Кингисеппский машиностроительный завод начал разработку силовой установки для теплоходов «Комета-120М», в состав которой будет входить дизель размерности 12ЧН18/20, редуктор и вспомогательное оборудование.

## Эксплуатация

### История
ЗАО «Гознак-лизинг» 21 июня 2018 года передало судно 023701 для эксплуатации ООО «Морские скоростные пассажирские перевозки» («МСПП»). Головное судно проекта начало курсировать из Севастополя в Ялту с 1 августа 2018 года. Пассажирские перевозки на СПК в Крыму получают государственные субсидии для снижения цены билетов.
С мая 2021 года маршрутная сеть расширена рейсами Новороссийск — Геленджик — Сочи.
В навигацию 2022 года суда проекта обслуживали оба этих маршрута.

### Текущее состояние

#### Маршруты

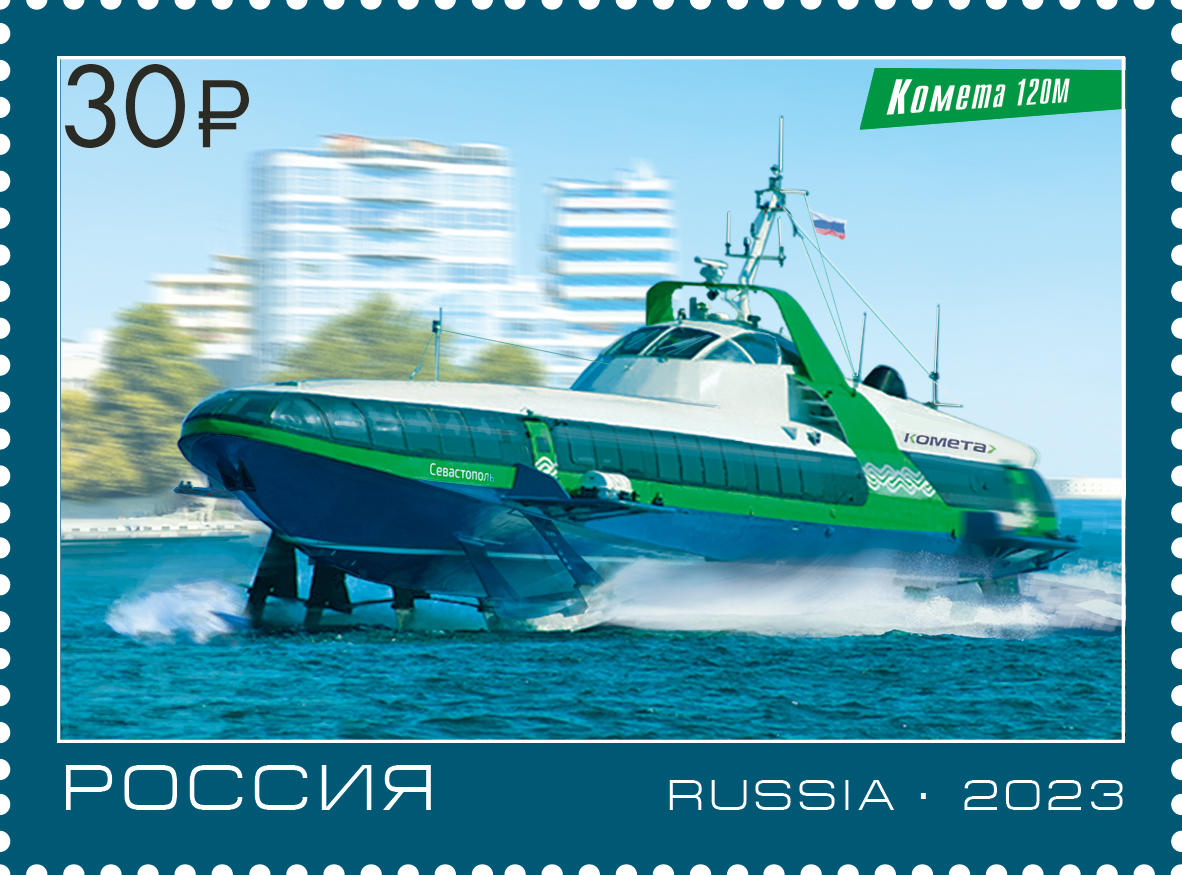
Почтовая марка 2023 год

##### Анапа — Сочи
Маршрут Анапа — Геленджик — Сочи в сезоне 2024 года обслуживался компанией «МСПП». Навигация осуществлялась с 9 июня по 1 августа и была завершена досрочно из-за технических проблем. Для навигации использовалось одно судно один раз в сутки в каждом направлении. Время в пути по маршруту составляло около 6 часов. Стоимость проезда полного пути по базовому тарифу составила 7000 рублей. Загрузка в сезоне 2024 года составляла 30—50 % от максимальной.

##### Новороссийск — Сочи
Маршрут Новороссийск — Геленджик — Сочи в сезоне 2024 года обслуживался компанией ООО «ВодоходЪ экспресс». Навигация началась 13 мая 2024 года. Время всего пути составляет около 5 часов. Для навигации использовалось одно судно один раз в сутки в каждом направлении. Стоимость проезда полного пути по базовому тарифу составила 5500 рублей, проезд в комфорт-классе стоит 7000 рублей. Предусмотрены льготы.